# 益民街道 (合肥市)
益民街道，是中华人民共和国安徽省合肥市庐阳区曾经下辖的一个乡镇级行政单位。

## 历史沿革
1949年3月，合肥市第三区人民政府成立德胜街政府。1960年5月成立西市区人民公社廻龙桥分社。1965年11月成立西市区廻龙桥街道。1969年4月成立益民街道革命委员会。1976年10月改制为益民街道。2012年3月，撤销益民街道，所辖环城南路社区与舒城路社区全域和人民巷社区桐城路以东部分划入逍遥津街道，迴龙桥社区、庐江路社区和人民巷社区桐城路以西部分划入新成立的三孝口街道。

## 行政区划
益民街道撤销前辖舒城路、人民巷、迴龙桥、环城南路、庐江路五个社区。